# Takam
Takam – gaun wikas samiti w zachodniej części Nepalu w strefie Dhawalagiri w dystrykcie Myagdi. Według nepalskiego spisu powszechnego z 2001 roku liczył on 815 gospodarstw domowych i 4005 mieszkańców (2134 kobiet i 1871 mężczyzn).